# Garfield (Texas)
Garfield è un census-designated place (CDP) degli Stati Uniti d'America della contea di Travis nello Stato del Texas. La popolazione era di 1 698 abitanti al censimento del 2010.

## Geografia fisica
Garfield è situata a 30°11′46″N 97°33′05″W (30.196097, -97.551480).
Secondo lo United States Census Bureau, il CDP ha una superficie totale di 31,57 km², dei quali 30,95 km² di territorio e 0,62 km² di acque interne (1,97% del totale).
Si trova 12 miglia (19 km) a sud-est dal centro di Austin.

## Società

### Evoluzione demografica
Secondo il censimento del 2010, la popolazione era di 1 698 abitanti.

### Etnie e minoranze straniere
Secondo il censimento del 2010, la composizione etnica del CDP era formata dal 74,91% di bianchi, il 2,59% di afroamericani, lo 0,53% di nativi americani, lo 0,47% di asiatici, lo 0,12% di oceanici, il 17,08% di altre razze, e il 4,3% di due o più etnie. Ispanici o latinos di qualunque razza erano il 46,29% della popolazione.